# Dirk Niefanger
Dirk Niefanger (* 1960 in Dortmund) ist ein deutscher Literaturwissenschaftler.

## Leben
Ab 1981 studierte er Germanistik, Philosophie, Soziologie und Politikwissenschaft in Tübingen (1988 Staatsexamen) und Wien. Nach der Promotion 1992 an der Eberhard-Karls-Universität Tübingen und der Habilitation 1999 an der Georg-August-Universität Göttingen ist er seit 2003 Professor für Neuere deutsche Literaturwissenschaft (C 4) an der Universität Erlangen-Nürnberg.
Seine Forschungsschwerpunkte sind Literatur und Kultur der Frühen Neuzeit, insbesondere Barockliteratur und Lessing; die Literatur der Klassischen Moderne (1890 bis 1933), vor allem der Wiener Moderne; Literaturtheorie, besonders Gattungstheorie, Autorschaftstheorie sowie Poetik und Rhetorik der Frühen Neuzeit; Drama, Dramentheorie und Theatergeschichte der Frühen Neuzeit sowie Gegenwartsliteratur mit Schwerpunkt Popliteratur.

## Schriften (Auswahl)
- Produktiver Historismus. Raum und Landschaft in der Wiener Moderne. Tübingen 1993, ISBN 3-484-18128-1.
- Barock. Stuttgart 2000, ISBN 978-3-476-01735-2 (3., aktualisierte und erw. Aufl. Stuttgart/Weimar 2012, ISBN 978-3-476-02437-4).
- Geschichtsdrama der frühen Neuzeit 1495–1773. Tübingen 2005, ISBN 3-484-18174-5.
- Barock. Das große Lesebuch. Hg. von Dirk Niefanger. Frankfurt a. M. 2011, ISBN 978-3-596-90249-1.
- Lessings Schrifften (1753–55). Vortrag, gehalten am 3. Juli 2014 im Lessinghaus Wolfenbüttel. Wolfenbüttel 2015, ISBN 978-3-942675-25-3.
- Positionierungen. Pragmatische Perspektiven auf Literatur und Musik der Frühneuzeit. Hg. von Dirk Niefanger und Werner Wilhelm Schnabel. Göttingen 2017, ISBN 978-3-8471-0623-4.
- Nicodemus Frischlin aus Balingen. Marbach am Neckar 2018, ISBN 978-3-944469-36-2.
- Johann Klaj (um 1616–1656): Akteur – Werk – Umfeld. Hg. von Dirk Niefanger und Werner Wilhelm Schnabel. Berlin/Boston 2019, ISBN 978-3-11-066798-1.
- Brinkmann-Handbuch. Leben – Werk – Wirkung. Hg. von Markus Fauser, Dirk Niefanger und Sibylle Schönborn. Berlon 2020, ISBN 978-3-476-02590-6.
- Lessing divers – Soziale Milieus, Genderformationen, Ethnien und Religionen. Göttingen 2023, ISBN 978-3-8353-5416-6.
- Komödienwissen und Komödienkompetenz im 18. Jahrhundert. Deutsch-italienische Perspektiven. Hg. von Dirk Niefanger und Maurizio Pirro. Hannover 2024, ISBN 978-3-98859-018-3.